# Pugwashské konference o vědě a světových záležitostech
Pugwashské konference o vědě a světových záležitostech (anglicky Pugwash Conferences on Science and World Affairs) je mezinárodní organizace, která se snaží o omezení válečných konfliktů. Byla založena roku 1957 Josephem Rotblatem a Bertrandem Russellem v kanadském Pugwashi. V roce 1995 organizace spolu s Rotblatem získala Nobelovu cenu za mír za své snahy o jaderné odzbrojení.